# Триглав (Словения)
Вижте пояснителната страница за други значения на Триглав.
Триглав (на словенски Triglav, на немски Terglau, на италиански Tricorno) е най-високият връх в Словения, в бивша Югославия и в Юлийските Алпи. Името му описва неговата форма, която е отразена също в герба и знамето на Словения.

## Описание
Триглав се намира в източната част на Юлийските Алпи, недалеч от изворите на река Соча. Наоколо няма толкова висок връх, така че той доминира над цялата околност. „Триглав не е просто планина, той е крал“, пише след края на Първата световна война известният изследовател на Алпите Юлиус Куги. Сред германците върхът наистина е известен като König Terglau.
Върхът има голяма собствена височина, отвсякъде е обграден от дълбоки долини и донякъде напомня за трон, на който седи крал. От север е най-красивата долина в Словения, наречена Врата. Към нея се спуска 2-километрова стена, възприемана като лицето на върха. Подобно е положението и на запад, където се простира долината Задница. Макар че е по-нисък от Мусала, Триглав е алпийски масив, което личи от факта, че в подножието му на североизток се е запазил малък ледник (40 хектара). На върха през далечната 1895 г. е изградена кулата Алиаж, висока 2 м.

## Значение за Словения
Върхът винаги е бил свързан със словенския народ, дори през вековете, когато той не е имал своя държава. Откакто съществува Словения (1991), той е неин символ. Намира се върху герба ѝ и следователно на знамето. Първият словенски президент Милан Кучан казва, че е дълг на всеки словенец поне веднъж в живота си да се изкачи на Триглав. Така той изрича стара словенска поговорка.

## Туризъм
Върхът за първи път е изкачен на 26 август 1778 от Лука Корошец, Матия Кос, Щефан Рожич и Ловренц Виломитцер. Днес се посещава от планинари от цял свят. Разположен е почти в центъра на словенския национален парк Триглав. Отстои на два часа път с автомобил от столицата Любляна. Сложността на изкачването се оценява като средна и може да се сравни с изкачване на връх Вихрен по Джамджиевия ръб - пътеката е заобиколена от шеметни пропасти, денивелацията не е малка, така че на места се налага използването на осигурително въже.
Съществуват четири основни маршрута за покоряване на върха, като и четирите са дълги и обикновено изискват нощувка в някоя от околните хижи. Те са: от долината Кърма (14 часа); от долината Врата (16 часа); от долината на седемте езера (20-21 часа); от долината Задница (20 часа). Изкачване и слизане за един ден се смятат за възможни, но само за отлично подготвени планинари, с максимална степен на издръжливост.